# Instytut Józefa Piłsudskiego Poświęcony Badaniu Najnowszej Historii Polski (III RP)
Instytut Józefa Piłsudskiego Poświęcony Badaniu Najnowszej Historii Polski – polskie stowarzyszenie zajmujące się szeroko pojętą działalnością edukacyjno-badawczą na polu najnowszej historii Polski, działalności niepodległościowej, a także pamięci marszałka Józefa Piłsudskiego.
12 listopada 1998 r. w Warszawie powstało Towarzystwo Przyjaciół Instytutów Józefa Piłsudskiego Zagranicą. Inicjatorami powstania Towarzystwa byli:
- Jadwiga Piłsudska-Jaraczewska – córka Marszałka Piłsudskiego
- Danuta Cisek – wiceprezes Instytutu Józefa Piłsudskiego w Ameryce
- Zbigniew Wójcik – historyk
- Krzysztof Munnich – sekretarz Instytutu Józefa Piłsudskiego w Londynie
- Andrzej Przewoźnik
- Tadeusz Krawczak – historyk
- Aleksander Gieysztor – historyk
- Andrzej Rottermund – historyk
- Adolf Juzwenko – historyk
- Anna Borkiewicz-Celińska – historyk
- Henryk Bułhak
- Włodzimierz Suleja – historyk
- Andrzej Kunert – członek Rady Ochrony Pamięci Walk i Męczeństwa
- Janusz Pajewski – historyk
- Jacek Piotrowski – historyk
- Magda Kapuścińska – chemik
- Krzysztof Komorowski – historyk
- Sławomir Radoń – historyk, dyrektor Archiwów Państwowych
- Mieczysław Stachiewicz – prezes IJP w Londynie
- Marek Tarczyński – historyk wojskowości
- Jerzy Biejat – prawnik

Stowarzyszenie gromadzi oraz publikuje opracowania na temat najnowszej historii Polski, walki o niepodległość, działalności Józefa Piłsudskiego. Funduje również stypendia oraz nagrody za wkład naukowy na tym polu. Utrzymuje kontakty z innymi instytucjami o podobnym charakterze.
15 grudnia 2004 r. Walne Zgromadzenie Członków przekształciło Towarzystwo w Instytut Józefa Piłsudskiego Poświęcony Badaniu Najnowszej Historii Polski, nawiązując tym samym do tradycji przedwojennego Instytutu Józefa Piłsudskiego Poświęconego Badaniu Najnowszej Historii Polski.
Od początku działalności Instytut współpracuje z Instytutem Józefa Piłsudskiego w Londynie, Instytutem Józefa Piłsudskiego w Nowym Jorku, Muzeum Józefa Piłsudskiego w Sulejówku, Związkiem Piłsudczyków RP i Związkiem Piłsudczyków. Instytut wydaje także czasopismo Niepodległość oraz publikację Biblioteka Niepodległości. Popiera założoną przez Jadwigę i Wandę Piłsudskie Fundację Rodziny Józefa Piłsudskiego w sprawie budowy w Sulejówku Muzeum Józefa Piłsudskiego.

## Władze instytutu
Prezes: Wiesław Wysocki (poprzednio prof. Zbigniew Wójcik, Andrzej Przewoźnik oraz Arkadiusz Adamczyk)
Wiceprezesi: 
- Danuta Cisek
- Krzysztof Marian Munnich
- Jan Józef Kasprzyk

Sekretarz: Janusz Mierzwa
Skarbnik: Anna Katarzyna Krakowiak
Członek Zarządu: Jolanta Przewoźnik
Członek Zarządu: Arkadiusz Adamczyk, redaktor naczelny Wydawnictwa